# 分拣机

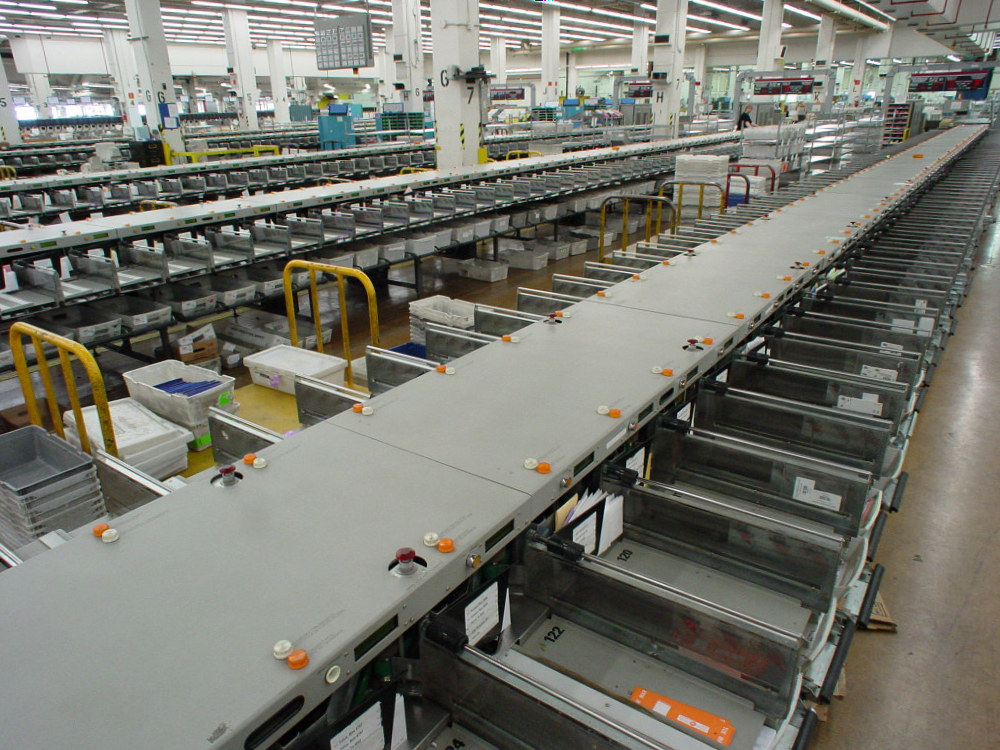
邮件分拣机

在物流領域，分拣机是根据快件目的地而对集中運來的快件（货物、行李、邮件等）进行分散處理的系统。一种常见类型的分拣机是帶有传送带的分揀系统。